# Bis(benceno)cromo
El bis(benceno)cromo es un compuesto organometálico de cromo de fórmula (C6H6)2Cr. Este sólido volátil, marrón oscuro, se clasifica dentro de los denominados compuestos sándwich. Además, a diferencia del cromoceno, el bis(benceno)cromo (0) si que cumple la regla de los 18 electrones.

## Síntesis
La sustancia es sensible al aire y su síntesis requiere técnicas de atmósfera inerte o simplemente trabajar en ausencia de aire. Fue preparado en primer lugar por Hafner y Fischer por la reacción del CrCl3, con aluminio, y benceno, en presencia de AlCl3. Este llamado método de Friedel-Crafts reductor fue iniciado por Ernst Otto Fischer y sus alumnos. El producto de la reacción es de color amarillo, y corresponde al [Cr(C6H6)2]+, que luego se reduce al complejo neutro de bis(benceno)cromo (0). Las ecuaciones idealizadas para la síntesis son:
{\displaystyle \mathrm {CrCl_{3}+{\frac {2}{3}}\ Al+\ AlCl_{3}+2\ C_{6}H_{6}\longrightarrow } }{\displaystyle \mathrm {[Cr(C_{6}H_{6})_{2}]AlCl_{4}+{\frac {2}{3}}\ AlCl_{3}} }
{\displaystyle \mathrm {[Cr(C_{6}H_{6})_{2}]AlCl_{4}+{\frac {1}{2}}\ Na_{2}S_{2}O_{4}\longrightarrow } }{\displaystyle \mathrm {[Cr(C_{6}H_{6})_{2}]+NaAlCl_{4}+SO_{2}} }
En resumen, la reacción se esquematiza en la siguiente figura:
Compuestos estrechamente relacionados con el [Cr(C6H6)2]+ habían sido preparados muchos años antes del trabajo de Fischer por Franz Hein, por la reacción de bromuro de fenilmagnesio y CrCl3. La reacción de Hein ofrece complejos sándwich catiónicos que contienen bi-y terfenilo, que desconcertó a los químicos hasta el avance de Fischer y Hafner, y, por tanto Hein había descubierto sin saberlo, complejos sándwich medio siglo por delante del descubrimiento del ferroceno. Fischer y Seus pronto prepararon el [Cr(C6H5-C6H5)2]+ de Hein. Para ilustrar la rapidez de esta investigación, la misma edición de Chemische Berichte también describe el complejo pero con Mo (0) en vez de Cr (0).